# Пам'ятник медичним працівникам, що загинули в роки німецько-радянської війни

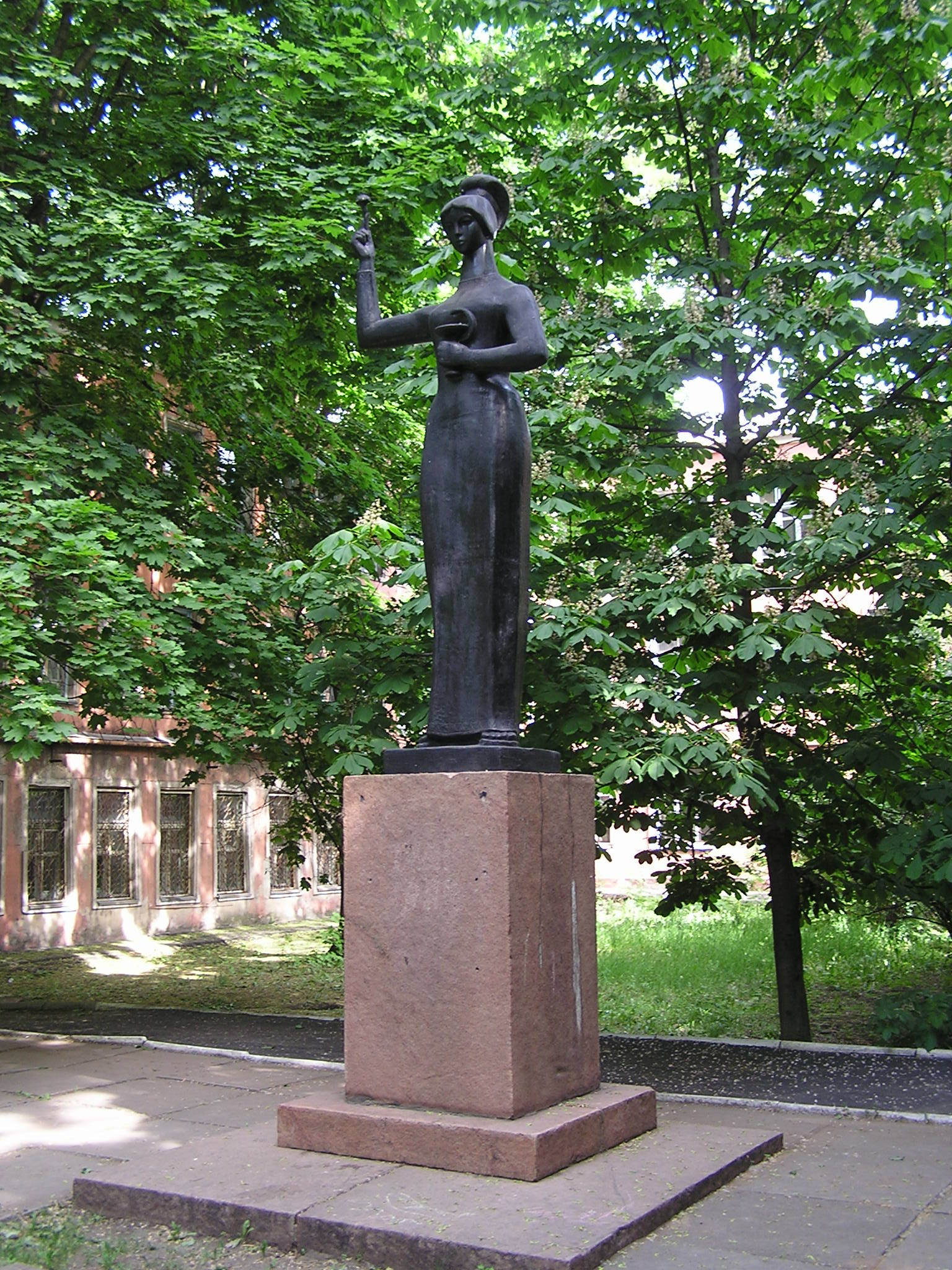
Пам'ятник

Пам'ятник медичним працівникам, що загинули під час німецько-радянської війни — пам'ятник викладачам, вихованцям і співробітникам Донецького медичного інституту, встановлений на території Донецького національного медичного університету між першими й другим навчальними корпусами. Автор пам'ятника — скульптор Ясиненко Микола Васильович.
Пам'ятник був установлений 8 травня 1970 року на кошти зібрані викладачами, співробітниками й студентами медичного університету у 25 річницю перемоги в німецько-радянській війні.

## Опис
Пам'ятник є скульптурою, стилізованою під давньогрецькі зображення. Образ скульптури символізує медицину — це жінка-жриця, одягнена в туніку.
Права рука фігури зігнута в лікті під прямим кутом і піднята до неба. У руці квітка гвоздики. Ліва рука фігури притиснута до серця. У руці чаша Гігеї (змія-цілителька п'є з чаші мудрості, традиційна емблема медицини).
Скульптура відлита із бронзи в Центральних ремонтних майстернях комбінату «Донецьквугілля» і на експериментальному заводі науково-дослідного інституту «Гіпроніселектрошахт». Висота скульптури — три метри. Постамент виконаний з полірованого рожевого граніту, висота — 2,5 метри, довжина й ширина — по 1,5 метра. Граніт для постаменту привезли з Каранського кар'єрного управління до Бойківського району. Територія, що прилягає до пам'ятника, викладена квадратними бетонними плитами.

На лицьовій стороні постаменту був напис: «1941–1945», біля підніжжя скульптури була розташована бронзова плита з написом: 
|  | Тут закладена земля, окроплена кров'ю радянських воїнів при захисті міст-героїв і висоти Савур-Могила |

 Плита й цифри з напису були викрадені мисливцями за кольоровим металом і не відновлювалися.

У трьох метрах від пам'ятника перебуває півтораметрова гранітна брила з урізаною до неї бронзовою дошкою, розміри якою становлять 70х80 см, на якій написано: 
|  | Полеглим у боях за Батьківщину викладачам, вихованцям і співробітникам ДМІ |

 Брила входить до комплексу пам'ятника.
У повсякденному житті, студенти Донецького національного медичного університету імені М. Горького прозвали пам'ятник і сквер довкола нього — Alma Mater.